# Walter Rosa (músico)
Walter Rosa (Rio de Janeiro, 5 de abril de 1925 – Rio de Janeiro, 24 de janeiro de 2002) foi um compositor e cantor brasileiro. Foi um grande parceiro dos sambistas e compositores Candeia e Silas de Oliveira.

## Discografia
- Walter Rosa (1976)
- A Voz do Samba (1973)